# Marcelo Delgado
Marcelo Delgado (* 24. März 1973 in Capitán Bermúdez), auch bekannt unter dem Spitznamen El Chelo, ist ein ehemaliger argentinischer Fußballspieler auf der Position des Stürmers.

## Leben
Delgado begann seine Profikarriere 1990 bei Rosario Central, einem Verein aus der Region Santa Fe, in der er geboren wurde und aufgewachsen ist.
1994 wechselte er zum CD Cruz Azul in die mexikanische Liga, kehrte aber bereits nach einem Jahr in seine Heimat zurück, wo er in den folgenden viereinhalb Jahren beim Racing Club unter Vertrag stand.
Zum Jahreswechsel 1999/2000 machte er den „Sprung“ von Avellaneda über den Río Riachuelo nach La Boca und spielte von Anfang 2000 bis Mitte 2003 für die Boca Juniors, mit denen er in dieser Zeit dreimal die Copa Libertadores (2000, 2001 und 2003), das südamerikanische Gegenstück zur europäischen Champions League, und einmal den Weltpokal (2000 durch einen 2:1-Erfolg über Real Madrid) gewann. Auch im Weltpokalfinale 2001 gegen den FC Bayern München stand er in der Anfangsformation, wurde aber zum tragischen Spieler, der für die Niederlage seiner Mannschaft hauptverantwortlich war. Bereits mit gelb verwarnt, drang er unmittelbar vor dem Pausenpfiff in den Strafraum der Bayern ein, umspielte den ihm entgegenstürzenden Oliver Kahn – und ließ sich fallen. Statt des erhofften Strafstoßes erhielt er die gelb-rote Karte und musste das Spielfeld vorzeitig verlassen. Von diesem Zeitpunkt an musste Boca sich in Unterzahl auf die Verteidigung des 0:0 beschränken und verlor durch einen Treffer von Samuel Kuffour in der 109. Spielminute mit 0:1 in der Verlängerung.
Nachdem Delgado bis Ende 2004 abermals bei Cruz Azul unter Vertrag gestanden hatte, kehrte er Anfang 2005 zu den Boca Juniors zurück und gewann mit ihnen weitere Titel. Anschließend spielte er für Belgrano de Córdoba und beendete seine aktive Laufbahn Ende 2008 beim ecuadorianischen Barcelona Sporting Club.
Gemeinsam mit dem Brasilianer Ricardo Oliveira vom Finalgegner FC Santos, der in diesem Wettbewerb ebenfalls neun Tore erzielte, wurde Delgado Torschützenkönig der Copa Libertadores 2003.
Außerdem kam Delgado zu 18 Einsätzen für die argentinische Nationalmannschaft; unter anderem gehörte er zum argentinischen Aufgebot bei den Olympischen Sommerspielen 1996 und bei der Fußball-Weltmeisterschaft 1998.

## Erfolge

### Verein
- Argentinischer Meister: Apertura 2000, Apertura 2005, Clausura 2006
- Copa Libertadores: 2000, 2001, 2003
- Weltpokal: 2000
- Copa Sudamericana: 2005
- Recopa Sudamericana: 2005

### Persönlich
- Torschützenkönig der Copa Libertadores: 2003